# Infralapsarianism
Infralapsarianism (även sublapsarianism eller postlapsarianism ung. ’efter syndafallet’), kalvinistisk lära som innebär att Gud utvalde vissa till evigt liv och förkastade alla övriga, efter det att Han förutbestämt att syndafallet skulle äga rum. Gud betraktar enligt denna syn människan som redan fallen i synd för att sedan bestämma vilka av dem Han ska utvälja till räddning eller låta vara (förkasta).
Denna syn står i motsats till supralapsarianism som menar att Guds beslut att tillåta syndafallet kom efter utkorelsen. Båda syner undervisar att förutbestämmelserna ägde rum innan syndafallet; de reformerta teologerna har dock varit oeniga i vilken logisk ordning som skickelserna följer på varandra i Guds sinne i den förflutna evigheten.